# No Leave, No Love
No Leave, No Love es una película de comedia musical estadounidense de 1946 dirigida por Charles Martin y protagonizada por Van Johnson, Keenan Wynn y Pat Kirkwood.

## Argumento
Un soldado regresa con su compañero de lucha en el Pacífico durante la Segunda Guerra Mundial, sólo para descubrir que su novia se casó con otro. Sin embargo, él se enamora de una mujer en el hotel en el que se hospeda.

## Reparto
- Van Johnson como el sargento Michael Hanlon.
- Keenan Wynn como Slinky Edwards.
- Pat Kirkwood como Susan Malby Duncan.
- Edward Arnold como Hobart Canford 'Popsie' Stiles.
- Leon Ames como el coronel R. G. Elliott.
- Marie Wilson como Rosalind.
- Marina Koshetz como la condesa Elena Marina Strogoff.
- Selena Royle como la Sra. Hanlon.
- Wilson Wood como el Sr. Crawley.
- Vince Barnett como Ben.
- Guy Lombardo y su orquesta como ellos mismos.
- Sugar Chile Robinson como el niño del piano.
- Lillian Yarbo como mucama (sin acreditar).

## Recepción
La película recaudó 2 891 000 dólares en Estados Unidos y Canadá y 894 000 dólares en otros lugares, lo que dio como resultado una ganancia de 629 000 dólares.

### Respuesta crítica
Bosley Crowther, de The New York Times, escribe en su reseña: «No Leave, No Love comienza a divagar en el segundo carrete, cuando Van Johnson, como el héroe marino, le entrega el asunto a su amigo, Keenan Wynn. Y a partir de ahí, todo gira en torno a lo cómico que puede llegar a ser el señor Wynn con poco material más útil que su sentido del humor y un gran cigarro. Hay que decir, en favor del señor Wynn (y quizás de su director), que hace algunas cosas bastante divertidas en un tono estrictamente de comedia baja, pero todo resulta más bien forzado y caprichoso. Y también tiene sus puntos de saturación.